# Matthew Daddario
Matthew Daddario (1 d'octubre del 1987) és un actor americà conegut per la seva actuació a Delivery Man i When the Game Stands Tall. Actualment fa el paper d'Alec Lightwood a la serie de Freeform Shadowhunters.
Daddario va néixer a Nova York, fill de Christina, advocada, i Richard Daddario, fiscal. És el germà petit d'Alexandra Daddario, coneguda pel seu paper a la sèrie de pel·lícules Percy Jackson. Tenen una germana petita, Catharine Daddario.
Va créixer a Nova York, va anar a The Collegiate School abans d'anar a la Universitat d'Indiana a Bloomington. Es va graduar l'any 2010, després va començar a estudia actuació i a anar a audicions.
El seu avi per part de pare era Emilio Q. Daddario, representant democràtic al United States House of Representatives al l'estat de Connecticut de 1959 a 1971. És d'ascendència italiana, irlandesa, hongaresa i anglesa.

## Filmografia
| Any  | Títol                        | Personatge      | Format    |
| ---- | ---------------------------- | --------------- | --------- |
| 2012 | The Debut                    | Peter Hamble    | Cinema    |
| 2013 | Breathe In                   | Aaron           | Cinema    |
| 2013 | 36 Saints                    | Sebastian       | Cinema    |
| 2013 | Delivery Man                 | Channing        | Cinema    |
| 2014 | Growing Up and Other Lies    | Peter           | Cinema    |
| 2014 | When the Game Stands Tall    | Danny Ladouceur | Cinema    |
| 2015 | Naomi and Ely's No Kiss List | Gabriel         | Cinema    |
| 2016 | Shadowhunters                | Alec Lightwood  | Televisió |
| 2016 | Cabin Fever                  | Jeff            | Cinema    |